# Alan Bannister
Pour les articles homonymes, voir Bannister.
Alan Bannister, né le 3 novembre 1922 à Manchester et mort le 18 mai 2007 à Manchester, est un coureur cycliste britannique. Il a été médaillé d'argent du tandem avec Reginald Harris aux Jeux olympiques de 1948. Il a disputé la même épreuve aux Jeux de 1952, avec Leslie Wilson. Il est membre de l'Ordre de l'Empire britannique (MBE).

## Palmarès

### Jeux olympiques
- Londres 1948
  -  Médaillé d'argent du tandem (avec Reginald Harris)
- Helsinki 1952
  - 6e du tandem (avec Leslie Wilson)

### Championnats nationaux
- Champion de Grande-Bretagne de vitesse en 1948, 1949, 1950
- Champion de Grande-Bretagne de tandem en 1947, 1948, 1949, 1950, 1951
- Champion de Grande-Bretagne de poursuite par équipes en 1947